# Laetesia mollita
Laetesia mollita là một loài nhện trong họ Linyphiidae.
Loài này thuộc chi Laetesia. Laetesia mollita được Eugène Simon miêu tả năm 1908.